# Władysław Broniewski
Władysław Broniewski (Płock, Reino de Polonia, 17 de diciembre de 1897-Varsovia, República Popular de Polonia, 10 de febrero de 1962) fue un poeta, traductor y soldado polaco. Se le considera uno de los poetas más importantes del siglo XX en lengua polaca. Su poesía contiene muchos elementos autobiográficos y es de carácter revolucionario y patriótico.

## Vida
Nació en el seno de una familia de la aristocracia rural. En abril de 1915, se unió a las Legiones Polacas antizaristas de Józef Piłsudski, pero en 1917, tras la Revolución rusa, fue encarcelado por los alemanes por negarse a unirse a una fuerza polaca bajo su mando. Recobrada la independencia de Polonia, se alistó al nuevo ejército nacional, y combatió a los rusos comunistas en la Guerra Polaco-Soviética de 1919-1920.
En los años siguientes, empezó a escribir poemas revolucionarios en los que hacía suya la causa de la clase obrera. A su primer volumen, Wiatraki ("Los molinos de viento", 1925) siguieron Dymy nad miastem ("Humo sobre la ciudad", 1927) y Komuna Paryska ("La Comuna de París", 1929). Durante estos tiempos fue encarcelado en repetidas ocasiones por las autoridades polacas, junto con otros intelectuales de simpatías comunistas, tal y como relata Aleksander Wat en Mi siglo. Junto a Stande y Wandurski publicó Trzy salwy ("Tres salvas"), el primer manifiesto polaco de los poetas del proletariado.
Al estallar la Segunda Guerra Mundial y producirse la ocupación soviética de la zona oriental de Polonia, fue enviado a un campo de trabajos forzados en el norte de la Unión Soviética. Liberado en 1941, se unió al ejército polaco dirigido por el general Władysław Anders, que en 1943 fue destinado a Oriente Medio. Pasó los dos años siguientes de la guerra en Jerusalén, donde publicó Bagnet na broń ("Bayoneta cargada", 1943). En 1945 llegó a Londres, donde escribió Drzewo rozpaczające ("El árbol desesperado"). Decidió entonces regresar a Polonia, donde fue aclamado como hijo pródigo por los comunistas. Siguieron nuevos libros de poemas, que incluyeron Słowo o Stalinie ("Una palabra sobre Stalin", 1950), poema escrito bajo presión del partido.
Escribió su último poemario Anka (1956), en medio de la desesperación causada por el suicidio de su hija Joanna, a quien cariñosamente llamaba Anka.

## Obra
- Poemarios
  - Wiatraki ("Los molinos de viento", 1925)
  - Dymy nad miastem ("Humo sobre la ciudad", 1927)
  - Troska i pieśń ("Pesar y canción", 1932)
  - Krzyk ostateczny ("El último grito", 1938)
  - Bagnet na broń ("Bayoneta cargada", 1943)
  - Drzewo rozpaczające ("El árbol desesperado", 1945)
  - Nadzieja ("Esperanza", 1951)
  - Anka ("Anita", 1956)

- Poemas
  - Komuna Paryska ("La Comuna de París", 1929)
  - Słowo o Stalinie ("Una palabra sobre Stalin", 1950)
  - Mazowsze ("Mazovia", 1951)
  - Wisła ("Vístula", 1953)